# CA Tigre

Club Atlético Tigres vapensköld.

Club Atlético Tigre, eller enbart Tigre, är en fotbollsklubb från Victoria i Buenos Aires i Argentina. Namnet kommer från staden Tigre som är belägen i närheten, och är staden i vilken Tigre grundades i den 3 augusti 1902. Tigre spelar på José Dellagiovanna som tar kring 26 300 åskådare vid fullsatt. Tigre var en av arton klubbar som bildade den argentinska proffsdivisionen 1931 och spelade den första proffsmatchen mot San Lorenzo den 31 maj 1931. Klubben har per säsongen 2011/2012 aldrig vunnit den argentinska ligan, utan enbart kommit tvåa (vid två tillfällen - Apertura 2007 och Apertura 2008).

## Bilder

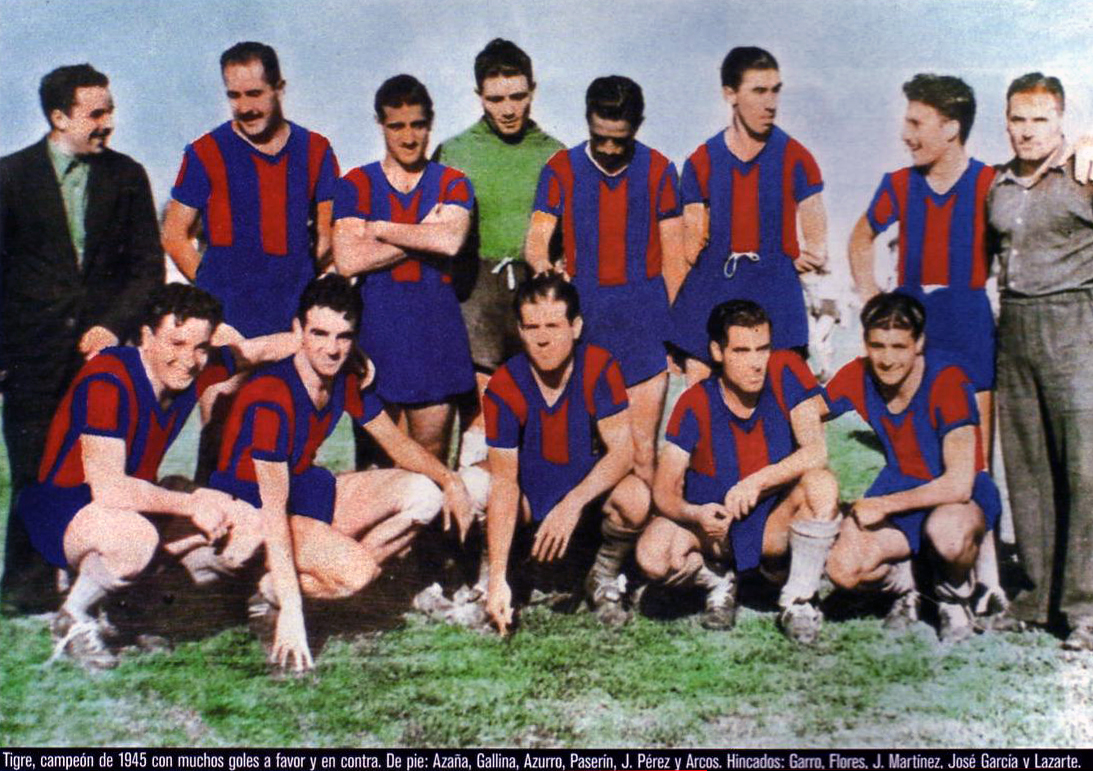
Lagbild 1945.